# Elisabeth Stengård
Elisabeth Stengård, född 30 augusti 1944 i Peking i Kina, död 19 juni 2022 i Karlskrona, var en svensk konstvetare och konstkritiker.
År 1971 skrev hon uppsatsen Georges Rouault – Kristusframställningar, som 1986 följdes av doktorsavhandlingen Såsom en människa – Kristustolkningar i svensk 1900-talskonst. Åren 1989–1996 innehade hon den nyinrättade tjänsten som Svenska kyrkans kyrkorumskonsulent (det vill säga konsulent för konst och arkitektur) och genomförde då en rad projekt tillsammans med Konstfack, KTH Arkitektur, Beckmans med flera. 
Stengård var mycket engagerad i Mariabildens återkomst i svenska kyrkor och initierade bland annat utställningen Marie Aujourd'hui (1995) i samarbete med Svenska Institutet i Paris. Stengård var medlem av Svenska konstkritikersamfundet och internationella konstkritikerförbundet AICA. Hon hade en omfattande verksamhet som kulturskribent och föreläsare med tyngdpunkten lagd på modern religiös konst. År 2015 blev hon ledamot av Katolska kyrkans skönhetsråd (från 2017 Katolska liturgiska nämndens utskott för arkitektur och konst (UAK).